# Microsoft Student
Microsoft Student fue un programa de computadora especialmente diseñado para los trabajos de estudiantes. Cuenta con un sistema de navegación sencillo dirigido para el manejo de adolescentes basado en el uso de plantillas, tutoriales, traductores, calculadoras, incluyendo también, la versión premium de la enciclopedia Encarta. Microsoft Student puede ser usado en combinación con Microsoft Office.
Antes de su cierre, existían versiones del programa en inglés, español, alemán, italiano y francés, en este último idioma se denominaba, Microsoft Études.
El programa incluía las siguientes funciones:
- Extensas plantillas de Microsoft Office diseñado especialmente para estudiantes.
- Acceso a la enciclopedia Encarta.
- Calculador gráfico Microsoft Math.
- Diccionarios de traducción.

Microsoft ha dejado de vender este programa desde junio de 2009.